# Wang Hong
Wang Hong (22 de maio de 1965) é uma arqueira chinesa, medalhista olímpica.

## Carreira
Wang Hong representou seu país nos Jogos Olímpicos em 1992, ganhando a medalha de prata por equipes em 1992.